# Anastasija Kuroczkina
Anastasija Kuroczkina (ros. Анастасия Курочкина; ur. 26 października 2000 r.) – rosyjska snowboardzistka specjalizująca się w konkurencjach równoległych, dwukrotna mistrzyni świata juniorów.

## Kariera
Występy na arenie międzynarodowej rozpoczęła w październiku 2015 roku. Wtedy to wystąpiła w zawodach z cyklu Pucharu Europy w holenderskim Landgraaf, zajmując 31. oraz 34. miejsca w dwóch konkursach slalomu równoległego. W kwietniu 2016 roku zadebiutowała w mistrzostwach świata juniorów w Rogli, w których była 11. w slalomie równoległym.
Pierwsze sukcesy w karierze zaczęła odnosić w 2018 roku. We wrześniu tego roku wystąpiła na mistrzostwach świata juniorów w Cardronie, podczas których zdobyła srebrny medal w slalomie równoległym, w którym lepsza okazała się jedynie Austriaczka Daniela Ulbing. Trzy miesiące później zadebiutowała w zawodach z cyklu Pucharu Świata we włoskiej Carezzy, zajmując 14. lokatę. W styczniu 2019 roku po raz pierwszy stanęła na podium zawodów PŚ w Moskwie. Konkurs slalomu równoległego ukończyła na 3. miejscu, przegrywając ze Szwajcarką Julie Zogg oraz Austriaczką Sabine Schöffmann. W debiutanckim sezonie 2018/2019 zajęła 17. lokatę w klasyfikacji generalnej PAR. W kwietniu 2019 roku, podczas mistrzostw świata juniorów w Rogli zdobyła 2 złote medale. Jeden indywidualnie w gigancie równoległym oraz drugi, wraz z Dmitrijem Łoginowem, w drużynowym slalomie równoległym. Ponadto na tych samych zawodach zdobyła brązowy medal w slalomie równoległym, ulegając jedynie rodaczce Mariji Wałowej oraz Japonce Tsubaki Miki.
W marcu 2021 roku zadebiutowała podczas mistrzostw świata w Rogli, w których ukończyła rywalizację w gigancie równoległym na 25. lokacie oraz w slalomie równoległym na 20.

## Osiągnięcia

### Mistrzostwa świata
| Miejsce | Dzień   | Rok  | Miejscowość | Konkurencja       | Zwyciężczyni      |
| ------- | ------- | ---- | ----------- | ----------------- | ----------------- |
| 25.     | 1 marca | 2021 | Rogla       | Gigant równoległy | Selina Jörg       |
| 20.     | 2 marca | 2021 | Rogla       | Slalom równoległy | Sofija Nadyrszina |

### Puchar Świata

#### Miejsca w klasyfikacji generalnej PAR
- sezon 2018/2019: 17.
- sezon 2019/2020: 26.
- sezon 2020/2021: 18.
- sezon 2021/2022:

#### Miejsca na podium w zawodach
1. Moskwa – 26 stycznia 2019 (slalom równoległy) - 3. miejsce
2. Bannoje – 12 grudnia 2021 (slalom równoległy) – 3. miejsce